# Президентські вибори у США 1876
Президентські вибори в США 1876 року проходили 7 листопада і були одними з найсуперечливіших та найгарячіших виборів в історії США. Демократ Семюел Тілден випередив республіканця Ратерфорда Хейза за загальною кількістю голосів. Тілден набрав 184 голоси у колегії виборників, а Хейз — 165 голосів при 20 спірних голосах. У південних штатах Флорида, Луїзіана та Північна Кароліна вибори були оскаржені, оскільки кожна партія заявляла, що саме вона перемогла (крім того, один голос виборника в Орегоні був визнаний недійсним). У результаті запеклих суперечок голоси були присуджені Хейзу і він переміг з перевагою в один голос (185 проти 184).
Історики вважають, що Хейз прийшов з жителями півдня до негласної угоди. В обмін на голоси південних штатів республіканці погодилися вивести федеральні війська з Півдня, що завершило період Реконструкції. Крім цього, угода (відома як  Компроміс 1877 року) призвела до витискування афроамериканців з державних органів влади внаслідок прийняття законів про «податки на вибори» (більшість афроамериканців та мексиканців не могли їх платити через бідність) і т. зв. «Дідового застереження» (неписьменні не могли голосувати за  винятком  випадків, якщо виборець або його предки мали право голосувати до громадянської війни, що в реальності дозволяло продовжувати голосувати білим, але виключало афроамериканців).

## Хід виборів

### Висування
1876 року республіканську адміністрацію президента Улісса Гранта, в минулому, під час Громадянської війни, знаменитого генерала — жителя півночі, захлиснули корупційні скандали. Були усунені від посади кілька вищих посадових осіб-республіканців. У партії вперше після Громадянської війни, яку вона виграла і, здавалося, назавжди усунула від влади південців-демократів, з'явилася перспектива програти президентські вибори.
Хейз не був великим політиком чи лідером Таммані-холу та перед виборами був мало кому відомий. Його кандидатура на конвенції республіканської партії в Цинциннаті 15 червня 1876 пройшла лише після сьомого туру голосування, оскільки визнані партійні лідери Джеймс Блейн, Бенджамін Брістоу та Роско Конклінг були замішані в корупції та конкурували між собою.

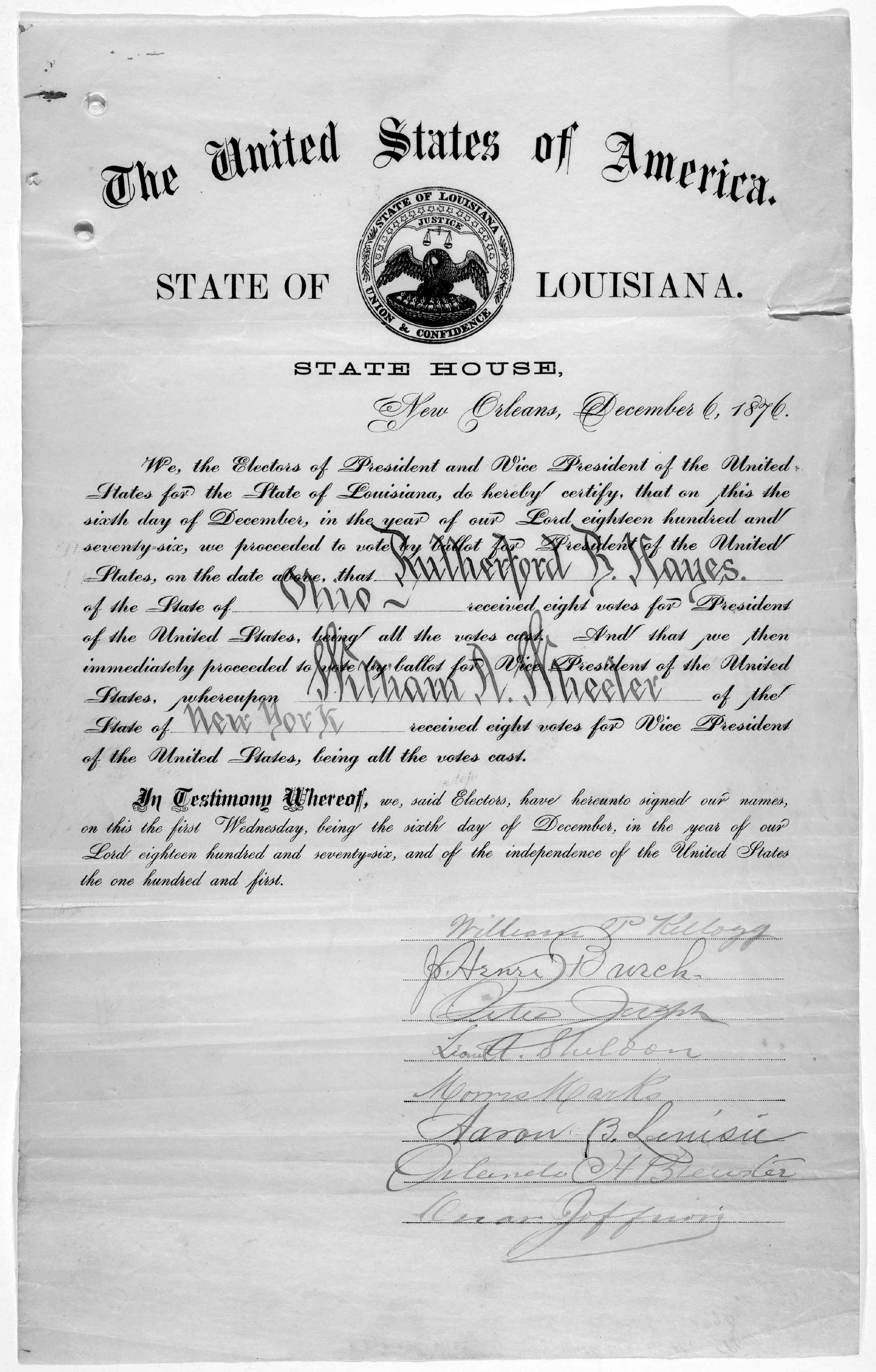
Повторне (після перерахунку) свідоцтво про одноголосне голосуванні 8 виборників південного штату Луїзіана за Хейза

### Листопад 1876— березень 1877

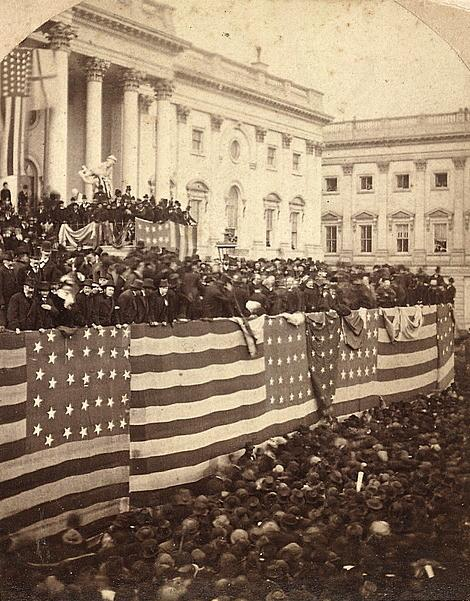
Інавгурація Ратерфорда Хейза

Президентські вибори 1876 року, за даними на грудень 1876 року, виграв викривач «зграї Твіда» губернатор штату Нью-Йорк демократ Семюел Тілден, за якого голосував, крім Нью-Йорка, весь Південь США. Хейз публічно, в газеті Нью-Йорк Сан, визнав перемогу суперника.
Але республіканська адміністрація Гранта, що контролювала виборчі комісії, ввела федеральні війська з північних штатів в три південні штати, які проголосували за Тілдена: Південну Кароліну, Флориду та Луїзіану — і почала перерахунок голосів у цих штатах та штаті Орегон, що також проголосував за Тілдена. В результаті «перерахунку» у них переміг вже Хейз. Глави виборчих комісій даних штатів підписали та послали до Вашингтона по два підсумкові бюлетені (а з Флориди взагалі три): спочатку листопадовий, по якому переміг представник опозиції Тилден, а згодом інший, по якому переміг представник правлячої партії Хейз.
16 лютого 1877, крім південних штатів, президент Грант у зв'язку з розпочатими хвилюваннями ввів війська вже в столицю США — Вашингтон.
Внаслідок цього конгрес США після безперервного 18-годинного засідання перевагою в один голос виборників о 4 годині ранку 2 березня 1877 року визнав президентом Хейза, а палата представників 3 березня 137-ма голосами проти 88 — Тілда. Країна в лютому та на початку березня деякий час перебувала на порозі відновлення Громадянської війни: Північ (республіканці) проти Півдня (демократи); стало популярним гасло «Тилден або кров».

### Результати
«Перемога» Хейза на президентських виборах з перевагою в 1 голос виборників, при достатньо великих сумнівах з приводу коректності виборів та підрахунку голосів у чотирьох штатах, які віддали йому більшість, вважається найбруднішою в історії президентських виборів США.
Хейз, як і Джордж Буш-молодший 2000 року, набрав менше голосів виборців, ніж його конкурент, демократ Тилден — на 254 тисячі голосів.
| Кандидат               | Партія                               | Виборці   | Виборці | Виборники |
| Кандидат               | Партія                               | Кількість | %       | Виборники |
| ---------------------- | ------------------------------------ | --------- | ------- | --------- |
| Резерфорд Хейз         | Республіканська партія               | 4 034 311 | 47,9 %  | 185       |
| Семюел Тілден          | Демократична партія                  | 4 288 546 | 51,0 %  | 184       |
| Пітер Купер            | Партія грінбекеров                   | 75 973    | 0,9 %   | 0         |
| Грін Клей Сміт         | Prohibition                          | 9 737     | 0,3 %   | 0         |
| Джеймс Олександр Вокер | американська партія (Нічого-ні-знаю) | 459       | 0,0 %   | 0         |
| інші                   |                                      | 4 075     | 0,2 %   | 0         |
| Усього                 | Усього                               | 8 413 101 | 100 %   | 369       |

## Цікаві факти
- третього березня 1877 року, наступного дня після рішення конгресу США про президентство Хейза, газета Нью-Йорк Сан вперше після вбивства Лінкольна вийшла з траурною рамкою на першій сторінці — по американській демократії.
- Інавгурація Хейза пройшла біля Капітолія в оточенні федеральних військ США.
- Одразу після інавгурації за  Рутерфордом (Rutherford) Хейзом серед демократів закріпилося прізвисько  Рутерем-шахрай (Rutherfraud).

## У літературі
- Гор Відал, 1876 (роман).